# Черепаха псевдогеографічна
Черепаха псевдогеографічна (Graptemys pseudogeographica) — вид черепах з роду Горбата черепаха родини Прісноводні черепахи. Має 2 підвиди. Інші назви «білоспинна черепаха» та «міссісіпська пилоспинна черепаха».

## Опис
Загальна довжина досягає 27,3 см. Спостерігається статевий диморфізм: самиці більші за самців. Панцир параболічної форми з високим зубчатим гребенем і зазубленим заднім краєм. Звідси й походить інша назва цієї черепахи. Забарвлення коричневе з різними відтінками та темно—оливкове. Пластрон світліший. Шкіра світла. Через неї проходять білі та жовтні смужки або крапочки. Позаду очей є жовта плямочка.

## Спосіб життя
Полюбляє дрібні річки, струмки, стариці та луги. Зустрічається серед густої рослинності, корчів та плаваючи колоди. Гарно плаває. Харчується здебільшого водоростями та водяними рослинами, іноді молюсками та рибою.
З травня до липня самиця відкладає від 2 до 7 яєць. За сезон буває до 3 кладок. Інкубаційний період триває з 72 до 90 діб.
Цю черепаху відловлюють у великих кількостях і продають на міських ринках. За якістю м'яса цінителі ставлять її на перше місце серед міссісіпських черепах і вважають, що вона лише трохи поступається горбинчастій черепасі.

## Розповсюдження
Мешкає у штатах США: Міссісіпі, Міннесота, Вісконсин, Айова, Іллінойс, Міссурі, Канзас, Небраска, Оклахома, Південна Дакота, Техас, Луїзіана, Арканзас, Теннессі, Кентуккі, Індіана, Огайо, Алабама, Вірджинія.

## Підвиди
- Graptemys pseudogeographica pseudogeographica
- Graptemys pseudogeographica kohnii